# 高知県立仁淀高等学校
高知県立仁淀高等学校（こうちけんりつ によどこうとうがっこう）は、高知県吾川郡仁淀川町大渡に所在した公立の高等学校。

## 設置学科
- 普通科

## 概要
- 生徒数減により、2011年に高知県立佐川高等学校に統合され、閉校となった。

## 沿革
- 1948年（昭和23年）8月 - 高知県立佐川高等学校仁淀分校として設置。
- 1948年（昭和23年）9月 - 普通科64名・別科40名、授業開始。
- 1953年（昭和28年）4月 - 農業コース設置。
- 1956年（昭和31年）4月 - 高知県立仁淀高等学校として独立。定時制課程、通常の課程（別科）家庭に関する学科（被服科）設置。
- 1958年（昭和33年）4月 - 商業科設置。
- 1963年（昭和38年）4月 - 別科家庭に関する学科（被服科）廃止。
- 1965年（昭和40年）3月 - 農業に関する学科廃止。
- 1968年（昭和43年）3月 - 定時制課程（普通科、商業科）廃止。
- 2008年（平成20年） - 最後の入学生を受け入れる。
- 2011年（平成23年）3月31日 - 閉校。